# Anne Baxter
Anne Baxter (7. svibnja 1923. – 12. prosinca 1985.), američka filmska, kazališna i televizijska glumica, dobitnica Oscara za najbolju sporednu glumicu (1946. godine).

## Životopis
Baxter je rođena u Michigan Cityju u Indiani, a odrasla je u New Yorku. Kako je bila opčinjena kazalištem, s trinaest godina je nastupila u svojoj prvoj brodvejskoj predstavi. Već sa sedamnaest je snimila prvi film, a s devetnaest je nastupila u Veličanstvenim Ambersonovima Orsona Wellesa. Slijedile su brojne uloge, među kojima je bila ona u Oštrici brijača, za koju je 1946. dobila Oscara za najbolju sporednu glumicu.
Sljedeći veliki uspjeh doživjela je 1950. godine, kada je nominirana za Oscara za glavnu žensku ulogu u filmu Sve o Evi. Nominaciju je dobila i druga zvijezda filma, Bette Davis, što je bilo prvi put da su dvije glumice iz istog filma nominirane za tu nagradu, koja je te godine otišla u ruke Judy Holliday. Dvostruka se nominacija ponovila 1959. godine, kada su Katharine Hepburn i Elizabeth Taylor nominirane za film Iznenada, prošlog ljeta.
Možda i najpoznatija uloga Anne Baxter je bila ona egipatske kraljice Nefertiti u povijesnom spektaklu Deset zapovijedi, u produkciji Cecil B. DeMillea. Partneri u filmu su joj bili Charlton Heston i Yul Brynner.
Baxter je i dalje uspješno nastupala u kazalištu, a kasnije i na televiziji. Umrla je iznenada, od kapi, u 63. godini života.

## Vanjske poveznice
- Anne Baxter u internetskoj bazi filmova IMDb-u (engl.)